# Diospyros bambuseti
Diospyros bambuseti är en tvåhjärtbladig växtart som beskrevs av Harold Roy Fletcher. Diospyros bambuseti ingår i släktet Diospyros och familjen Ebenaceae. Inga underarter finns listade i Catalogue of Life.